# The Singles (Savage Garden)
The Singles és el segon àlbum de grans èxits de la banda australiana Savage Garden, publicat a Austràlia el 12 de juny de 2015. La seva publicació va servir per homenatjar el 20è aniversari de l'acord entre la banda i Roadshow Music, produït el 1995. Universal va distribuir l'àlbum perquè havia adquirit l'any 2013 el catàleg de la banda que tenia Roadshow.
La compilació conté un DVD que conté gairebé tots els videoclips editats per la banda, només s'hi troben a faltar la segona versió de «To the Moon and Back» i la primera d'«Affirmation». Per contrapartida, una cançó prèviament no publicada, una demo de 1994 titulada «She» va ser inclosa en el recopilatori, i va ser estrenada el 15 de maig.

## Llista de cançons
Totes les cançons foren escrites i compostes per Darren Hayes i Daniel Jones. 
| 1.            | «I Want You»           |               | Charles Fisher, Chris Lord-Alge          | 3:54  |
| 2.            | «To the Moon and Back» |               | Fisher, Lord-Alge                        | 5:44  |
| 3.            | «Truly Madly Deeply»   |               | Fisher, Mike Pela                        | 4:39  |
| 4.            | «Break Me Shake Me»    |               | Fisher, Lord-Alge                        | 3:25  |
| 5.            | «Universe»             |               | Fisher, Pela                             | 4:22  |
| 6.            | «All Around Me»        |               | Fisher, Lord-Alge                        | 4:14  |
| 7.            | «Santa Monica»         |               | Darren Hayes, Daniel Jones, Oliver Jones | 3:36  |
| 8.            | «Tears of Pearls»      |               | Fisher, Pela                             | 3:49  |
| 9.            | «The Animal Song»      |               | Walter Afanasieff                        | 4:40  |
| 10.           | «I Knew I Loved You»   |               | Afanasieff                               | 4:12  |
| 11.           | «Crash and Burn»       |               | Afanasieff                               | 4:43  |
| 12.           | «Affirmation»          |               | Afanasieff                               | 4:58  |
| 13.           | «Chained to You»       |               | Afanasieff                               | 4:10  |
| 14.           | «Hold Me»              |               | Afanasieff                               | 4:53  |
| 15.           | «The Best Thing»       |               | Afanasieff                               | 4:21  |
| 16.           | «She» (demo 1994)      |               |                                          | 2:55  |
| Durada total: | Durada total:          | Durada total: | Durada total:                            | 68:35 |

| 1.  | «I Want You» (versió Austràlia)               |  |
| 2.  | «I Want You» (versió internacional)           |  |
| 3.  | «To the Moon and Back» (versió Austràlia)     |  |
| 4.  | «To the Moon and Back» (versió internacional) |  |
| 5.  | «Truly Madly Deeply» (versió Austràlia)       |  |
| 6.  | «Truly Madly Deeply» (versió internacional)   |  |
| 7.  | «Break Me Shake Me» (versió Austràlia)        |  |
| 8.  | «Break Me Shake Me» (versió internacional)    |  |
| 9.  | «Universe» (versió internacional)             |  |
| 10. | «Santa Monica» (versió internacional)         |  |
| 11. | «Tears of Pearls» (versió internacional)      |  |
| 12. | «The Animal Song» (versió internacional)      |  |
| 13. | «I Knew I Loved You» (versió internacional)   |  |
| 14. | «Crash and Burn» (versió internacional)       |  |
| 15. | «Affirmation» (versió internacional)          |  |
| 16. | «Chained to You» (versió internacional)       |  |
| 17. | «Hold Me» (versió internacional)              |  |

| 17. | «I Want You» (versió acústica en directe) |  |
| 18. | «I Knew I Loved You» (versió acústica)    |  |